# Cratypedes
Cratypedes es un género de saltamontes de la subfamilia Oedipodinae, familia Acrididae, y está asignado a la tribu Hippiscini. Este género se distribuye en Norteamérica.

## Especies
Las siguientes especies pertenecen al género Cratypedes:
- Cratypedes lateritius (Saussure, 1884)
- Cratypedes neglectus (Thomas, 1870)